# Parque Nacional dos Abruzos
Parque Nacional dos Abruzos, Lácio e Molise (em italiano: Parco Nazionale d'Abruzzo, Lazio e Molise), anteriormente Parque Nacional dos Abruzos, é uma área protegida italiana, que se estende ao longo de cerca de 30.000 hectares.
  

O parque foi criado em 1921 e constitui uma vasta reserva natural nos Apeninos centrais, cobrindo em parte as regiões italianas dos Abruzos, do Lácio e da Molise.